# Kaplička v Kornu
Kaplička v Kornu je situována u silnice z Korna do Litně ve Středočeském kraji v okrese Beroun v České republice. Kaplička je zapsána v Ústředním seznamu kulturních památek České republiky pod číslem ÚSKP 45026/2-331.

## Popis
Kaplička má triagonální půdorys. Ve výklencích jsou tři nápisy. Směr na Liteň, Vlence: „L.P. 1941 Bože smiluj se nad lidem naším.“ Směr na Korno: „Tato kaple k cti Panny Marie Pomocnici křesťanů, sv. mučedníků Jana a Pavla a svatého Vojtěcha byla postavena L.P. 1771 nákladem Matěje Jirasa, kováře z Korna a Pavla Kozlíka Jirase, zahradníka z Litně. Posvětil ji P. Martin Salač, administrátor liteňský 28. července toho roku. Hospodine, pomiluj ny.“ Směr k Měňanům: „L.P. 1941 Dávná bolest postavila + nová žalost obnovila“. U kapličky je instalován informační panel zastavení D4 Naučné stezky Liteň a lavička.

## Historie a současnost
Údaj o historii kapličky je uveden v nápise na ní ve směru na Korno: „Tato kaple k cti Panny Marie Pomocnici křesťanů, sv. mučedníků Jana a Pavla a svatého Vojtěcha byla postavena L.P. 1771 nákladem Matěje Jirasa, kováře z Korna a Pavla Kozlíka Jirase, zahradníka z Litně. Posvětil ji P. Martin Salač, administrátor liteňský 28. července toho roku. Hospodine, pomiluj ny.“. P. Martin Salač byl v letech 1763–1777 administrátorem v Litni.Kaplička je jako typická ukázka drobné venkovské sakrální architektury zapsána v Ústředním seznamu kulturních památek České republiky pod číslem ÚSKP 45026/2-331. Velkou bolestí je pravděpodobně míněn hladomor 1770–1772. Ke vzniku kapličky se vztahuje místní pověst o třech karbanících, kteří prohráli své peníze v hospodě ve Vleních a zapřisáhli se, že už karty nebudou hrát. Tři stěny kaple jsou obráceny k obcím, odkud pocházeli: Liteň, Měňany, Korno. Od roku 2013 je kaplička zastavením Naučné stezky Liteň (žluté stezky).

## Kaplička mezi Litní a Kornem

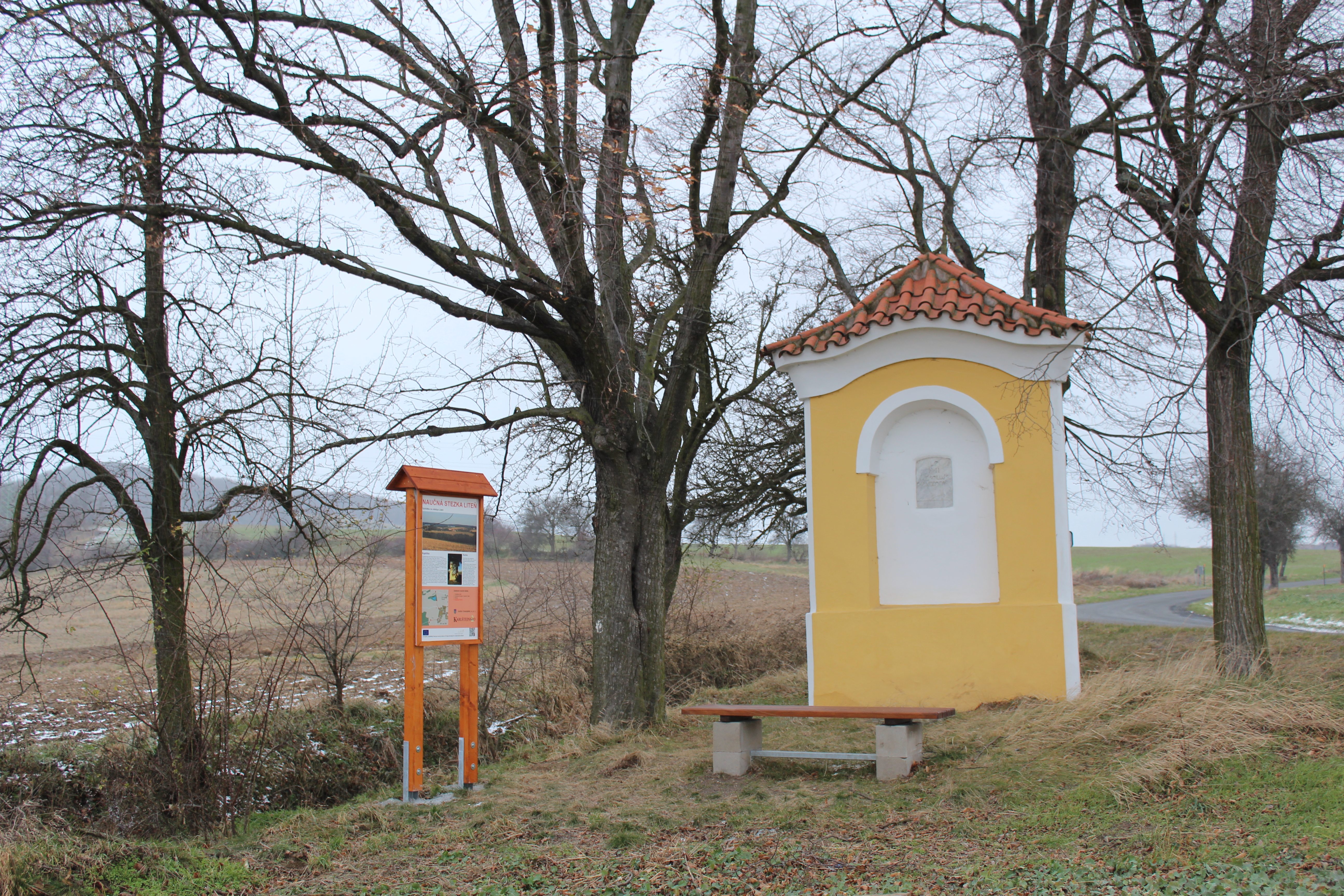
Kaplička před Kornem
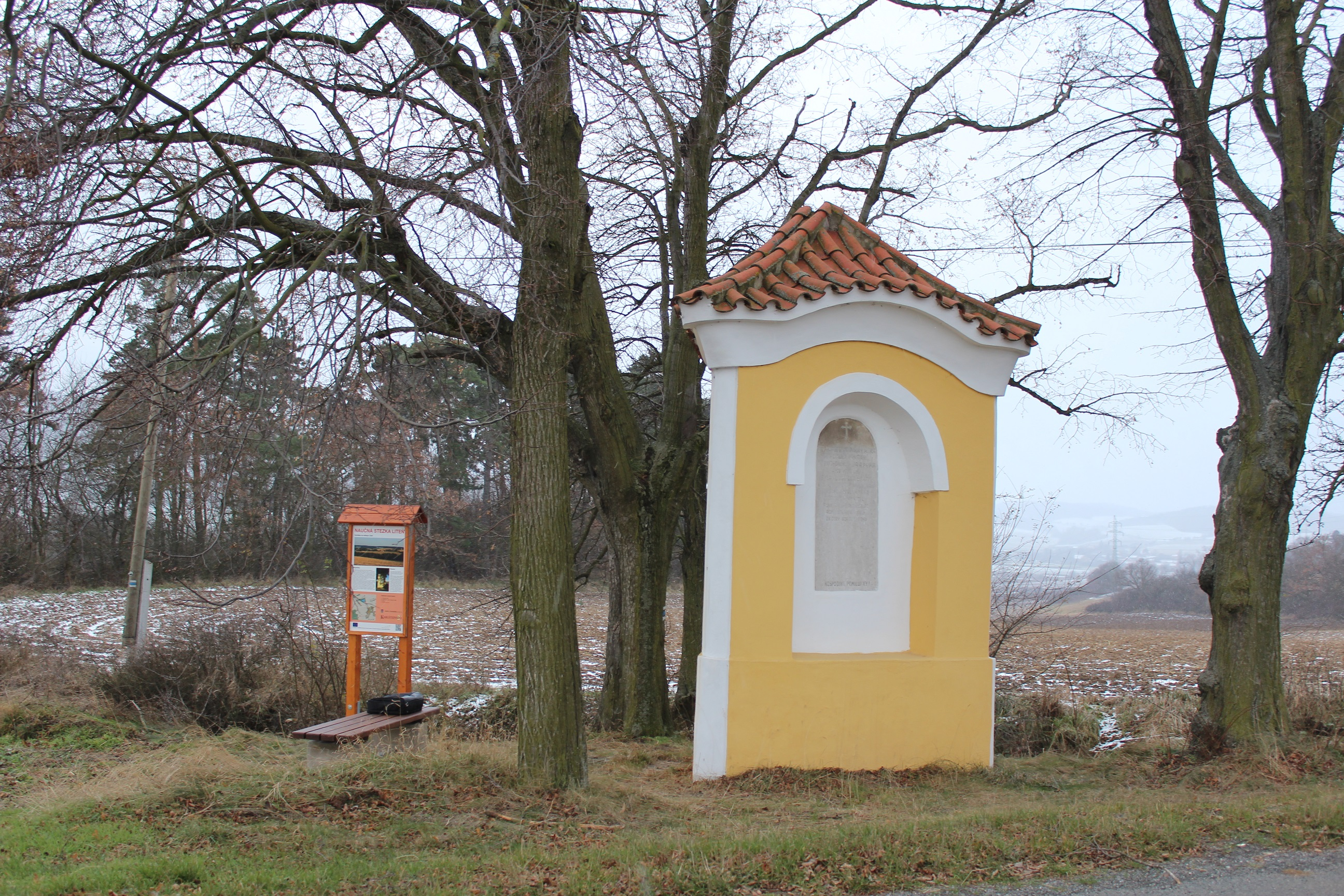
Kaplička před Kornem
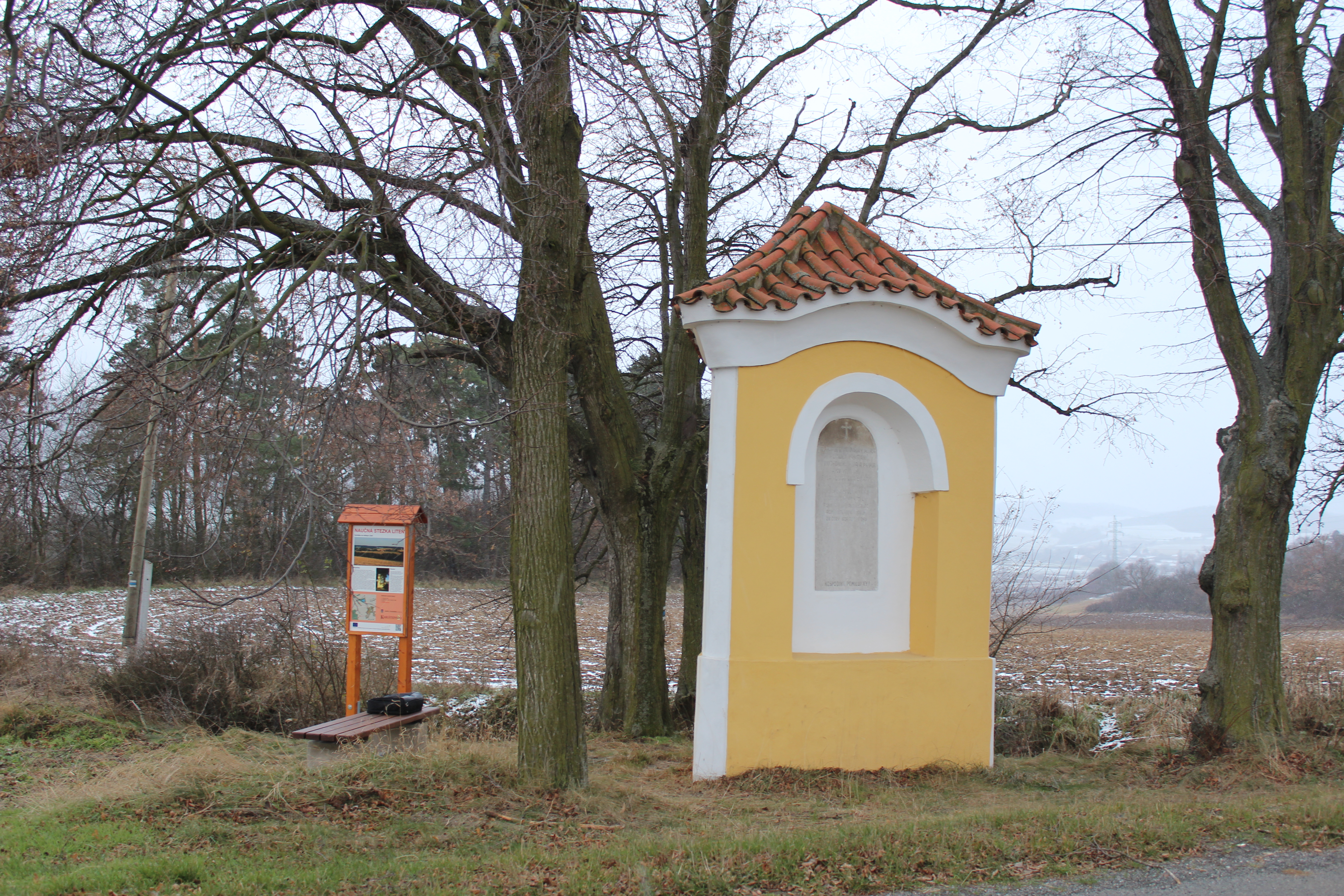
Kaplička před Kornem
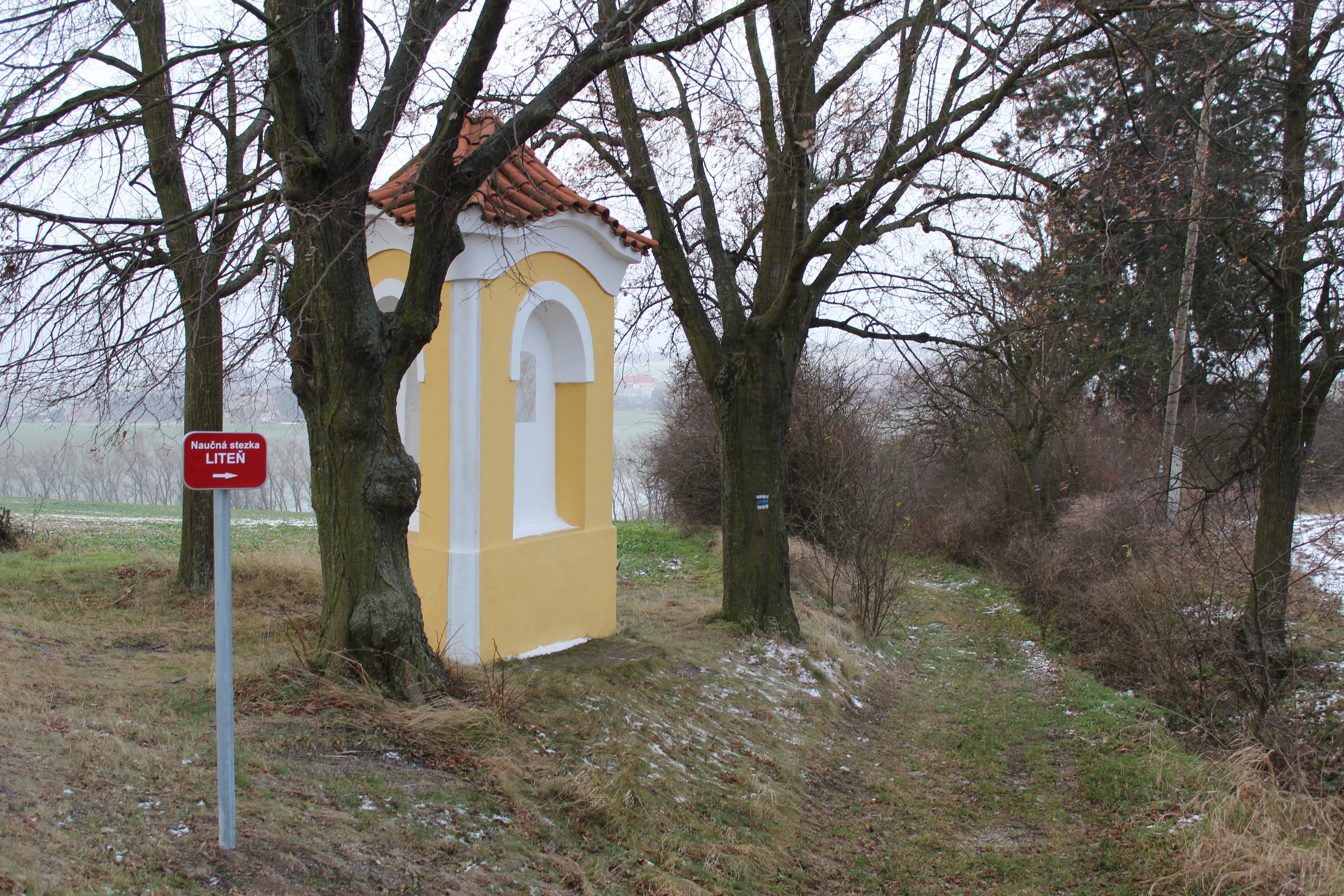
Kaplička před Kornem. Směrovka naučné stezky
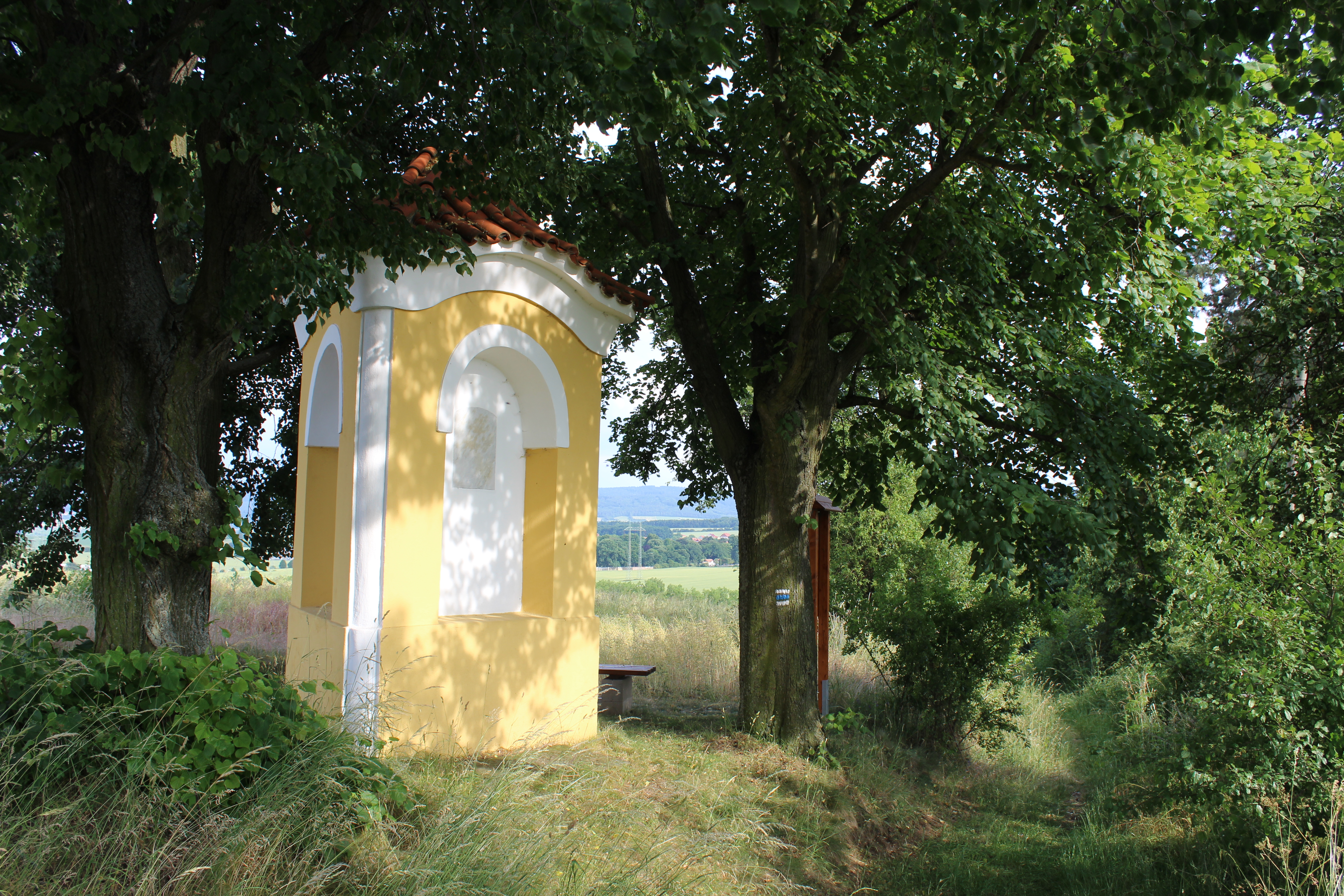
Kaplička před Kornem v korunách stromů
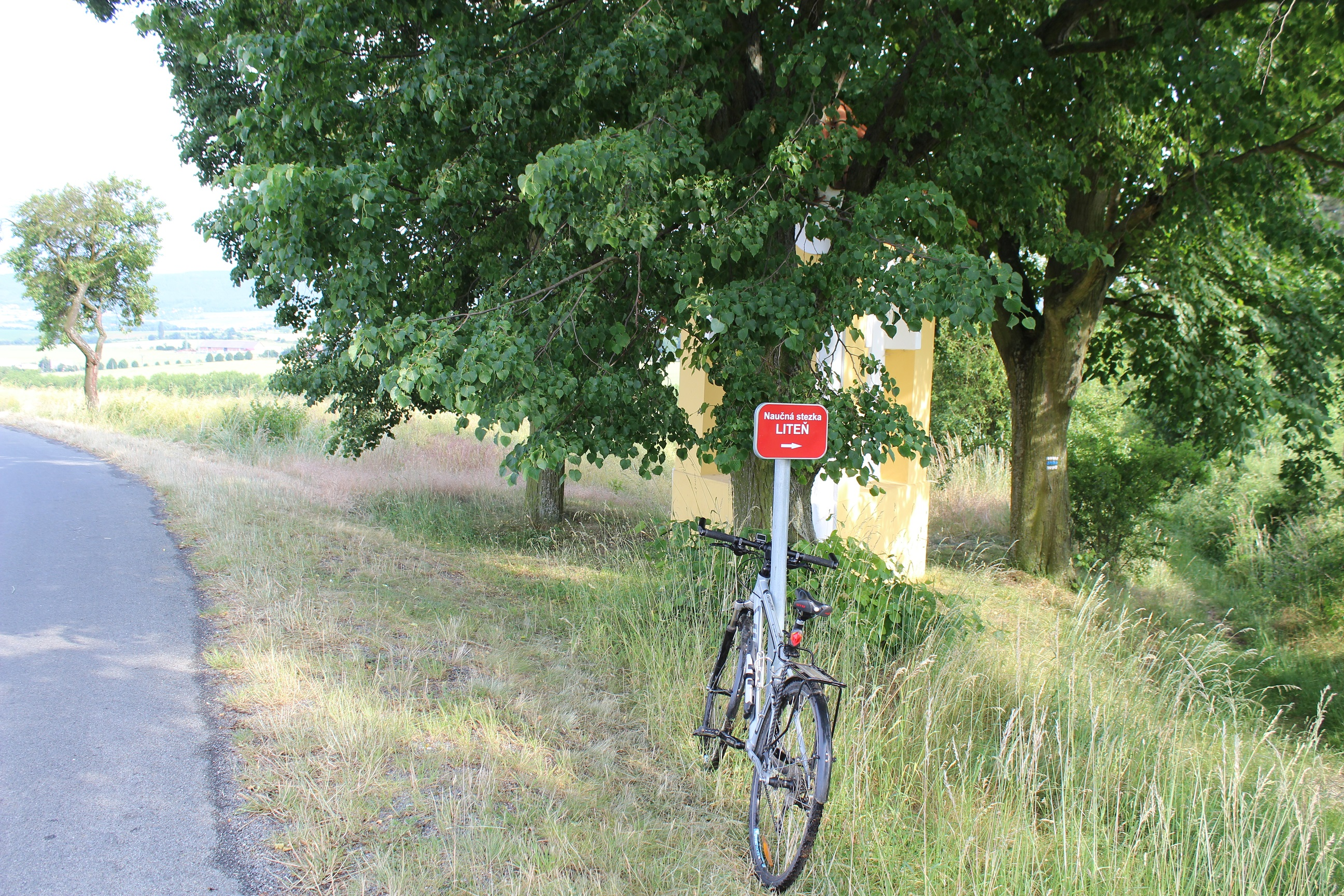
Kaplička před Kornem - zastavení pro cyklisty